# مديرية المنيرة

تعديل مصدري - تعديل

مديرية المنيرة إحدى مديريات محافظة الحديدة في غرب اليمن. بلغ عدد سكانها 37183 نسمة عام 2004. من سكانها بنو الاهدل وبيت ال نجري وبيت القحم وبيت الخوفاني وبيت عبد وبيت البحاري وبيت الرباط وبيت الوشلي وبيت ال المعاني 
ويوجد بها مسجد تاريخي يتوسط قريه المنيره بني قبل سبعمائه عام.